# دوري بورتوريكو لكرة السلة
دوري بورتوريكو لكرة السلة هو دوري كرة سلة للمحترفين في بورتوريكو تأسس في 1929 يلعب فيه 10 فريقاً. يعتبر فريق فاكويروس دي بايامون هو الأكثر تتويجا باللقب.

## الاهلي المصري وريال مدريد والنصر السعودي
- فاكويروس دي بايامون
- أتلتيكو دي سان جيرمان

## وصلات خارجية
- الموقع الإلكتروني